# Bjelovarski vrt
Bjelovarski vrt bivši je rasadnik u vlasništvu varaždinske tvrtke Horeko d.o.o. u gradu Bjelovaru unutar naselja Trojstveni Markovac. Rasadnik sa sjeverne i zapadne strane okružuje šuma Šljukingon.
Prije 1991., rasadnik je bio jedan od najvećih u bivšoj Jugoslaviji. 

## Povijest

### Uspostava
Bjelovarski vrt se prvi put javlja  1873. godine kao "imovinski vrt Šljukingon" vlasnika šumara Josipa Ettingera koji je zemljište dao očistiti i obraditi za rad rasadnika. 
Iz Češke se u Bjelovar uselio Ferdinand Zeger, po zanimanju vrtlar, koji se zaposlio u rasadniku kao uzgajivač šumskih sadnica, koje bi se upotrebljavale za razvoj šumarstva za područje nekadašnje Đurđevačke pukovnije. Tada je u rasadniku radilo 5-6 radnika, te kasnije do 15 radnika.
Uzgojeno drveće iz rasadnika je u proljeće 1889. godine zasađeno diljem grada. To su današnja stara stabla divljeg kestena na Trgu Eugena Kvaternika, i nekadašnji dudovi u Švajcariji i u današnjoj ulici Andrije Hebranga od centra Bjelovara prema Ivanovčanima.
Nakon odlaska Ferdinanda Zegea zbog starosti,šumski rasadnik vodi Matija Posavac  iz Šemovaca, te poslije njega Stevo Šušanj iz Zrinskog Topolovca, te Petar Jugović, iz Gornjeg Miklouša.

### Razdoblje SFRJ
Poslije Drugog svjetskog rata od 1945. do 1961. godine rasadnik je proširen na površinu od 8 hektara. Služio je za uzgoj voća i šumskih sadnica (uglavnom bagrema,hrasta i jasena).  Od 1961. do 1971. rasadnik služi za isključivu proizvodnju šumskih sadnica, tijekom ovoga vremena su i zasađene 9 sadnica mamutovca, kasnije znane kao sekvoje Bjelovarskog vrta.
Dana, 28. srpnja 1978. na inicijativu Osnovne organizacije Saveza komunista i Izvršnog odbora osnovne organizacije sindikata pokrenut je razgovor za izdvajanje osnovne organizacije rasadnika Šljukingon iz sastava organizacije Šumsko gospodarstvo Mojica Birta i osnivanje samostalne tvrtke "Bjelovarski vrt". Glasanjem su se radnici odlučili za izdvajanje te se nova radna organizacija registrirala 30. listopada 1979. godine.
Reorganizacijom se rasadnik proširuje na ukupnu površinu od 44,71 ha., na obradivih 20 ha, a preostalo je šuma Šljukingon, koja je odlukom Skupštine općine Bjelovar 1979. godine proglašena "šumom posebne namjere za odmor i rekreaciju građana". Središnja stara zgrada je prenamijenjena u restoran društvene prehrane (Kantina). 

### Propast i trenutno stanje
Rasadnik već 1987. godine ulazi u financijske probleme, pretpostavljenog duga 297 milijardi dinara.
Osamostaljenjem Hrvatske zemljište rasadnika ulazi u državni posjed. Prilikom stečajnog postupka 2004. godine zemljište se prodaje varaždinskoj tvrtci "Zrin" d.o.o., danas Horeko d.o.o. koja je oko vlasništva rasadnika i imovine do 2019. godine vodila sudski spor s državom.
Ugovorom između "Zrina" i države, varaždinskoj tvrtki tada su pripale: zgrade, staklenici, plinske instalacije, elektroinstalacije, vodovodna mreža, dva bazena za vodu i ograda, odnosno svi postojeći objekti, dok je zemljište dobila u zakup na privremeno korištenje. Prvi red staklenika su srušeni 2013. godine, a drugi 2021. godine.
Dana,16. veljače 2021. godine porušena su stabla mamutovca Bjelovarskoga vrta. Stanovnici Zvijeraca, Pemskoga Polja i Trojstvenog Markovca koji su mamutovce vidjeli kao lokalne ikone, protestirati su protiv sječe.

Bjelovarski vrt grad Bjelovar u dalekoj budućnosti planira renovirati u park šumu i rekreacijsko područje. Gradonačelnik Dario Hrebak izjavio je o ovoj temi: "Nadam se i da će ubrzo završiti spor koji država još uvijek vodi kako bi nam nakon pozitivnog ishoda mogla ustupiti to zemljište".
- Središnja stara zgrada ili restoran (znana kao "kantina") 2023. god.
- Napušteno skladište (znano kao "hangar") 2023. god.
- Napuštena garaža ispod nekadašnjih mamutovaca.
- Mamutovci Bjelovarskog vrta prije rušenja.
- Mamutovci i staklenici 2020. godine
- Srušeni mamutovac Bjelovarskoga vrta.
- Srušeni mamutovac Bjelovarskoga vrta.